# Aleksander von der Bellen

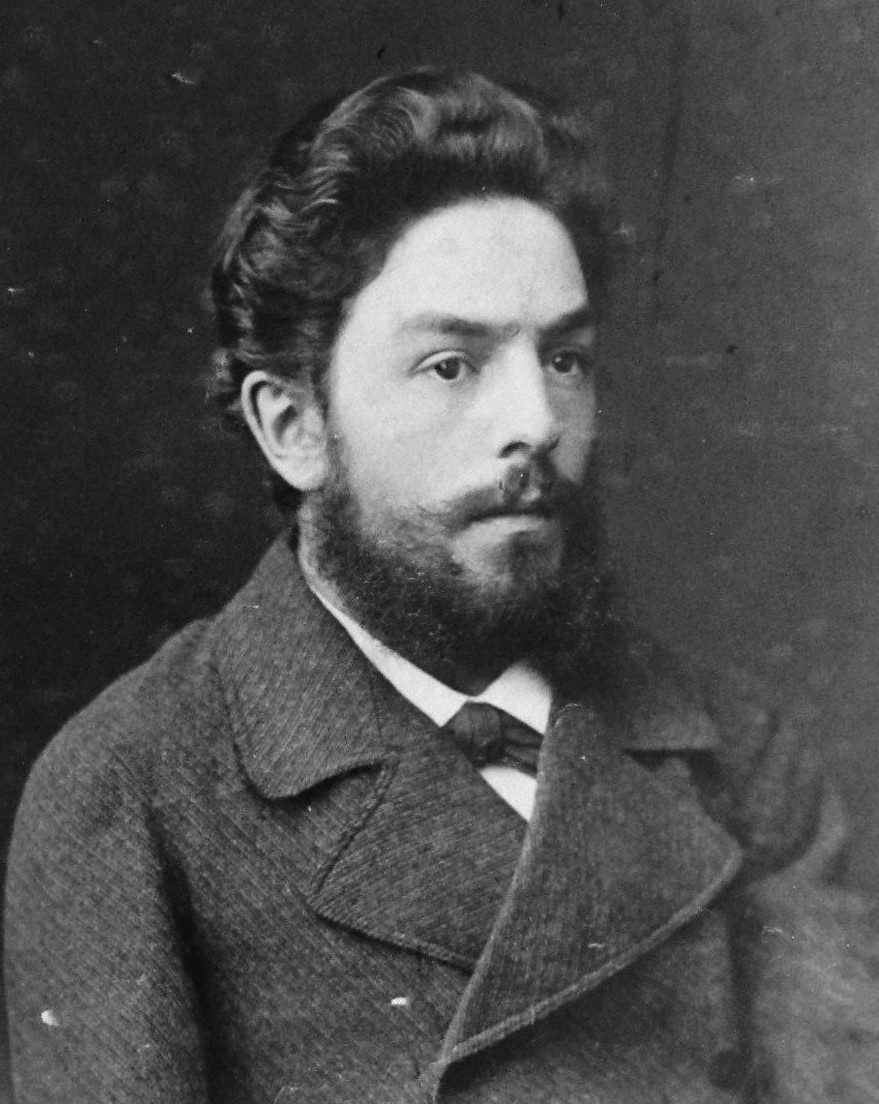
Aleksander Konstantin von der Bellen

Aleksander Konstantin von der Bellen (später Aleksander Konstantin van der Bellen; * 5. Juli 1859 in Pskow; † 11. Februar 1924 in Tallinn) war ein liberaler russischer Politiker.

## Leben
Von der Bellen gehörte zu einer Familie niederländischen Ursprungs, die im 18. Jahrhundert in das Russische Kaiserreich einwanderten. Seine Eltern waren Alexander Van der Bellen (* 1802) und Marie Anna geb. Mollier. Er ist der Großvater des österreichischen Bundespräsidenten Alexander Van der Bellen.
Von der Bellen absolvierte bis 1884 das kaiserliche Forstinstitut. Er wurde zum Mitglied und ab 1913 zum Leiter des lokalen Semstwo gewählt, einem Selbstverwaltungsorgan der Großgrundbesitzer in der Stadt Pskow. Im Februar 1917 wurde Staatsrat von der Bellen durch die bürgerliche Übergangsregierung Russlands zum Leiter einer bürgerlichen Lokalregierung in Pskow bestimmt. Schon vor der Oktoberrevolution trat er von dem Amt zurück. Im Sommer 1919 flüchtete die Familie, mit Ausnahme der beiden Töchter, vor den Bolschewiki nach Estland. Dort änderte die Familie die Namensform von in das niederländische van.